# Luigi Denza
Luigi Denza (ur. 24 lutego 1846 w Castellammare di Stabia, zm. 26 stycznia 1922 w Londynie) – włoski kompozytor i śpiewak.
Jego rodzicami byli Giuseppe i Giuseppa z d. Savora. Ukończył konserwatorium w Neapolu, gdzie studiował pod kierunkiem Paolo Serrao i Saverio Mercadantego. Jako śpiewak występował na scenach włoskich, francuskich i angielskich. Był też gitarzystą i mandolinistą. W 1879 roku osiadł w Londynie. Od 1898 roku do śmierci uczył śpiewu w tamtejszej Królewskiej Akademii Muzycznej. Został odznaczony Krzyżem Kawalerskim Orderu Korony Włoch.
Pisał kantaty, duety, tercety i pieśni do tekstów w dialekcie neapolitańskim i języku angielskim. Skomponował operę Wallenstein do libretta A. Brunera, opartą na tragedii Friedricha Schillera, wystawioną w 1876 roku w Neapolu. Spośród około 600 pieśni Denzy na głos solo z towarzyszeniem fortepianu największą popularność zdobyła „Funiculì funiculà”, napisana 
do słów Peppina Turco w 1880 roku z okazji otwarcia w Neapolu funikularu, wspinającego się na stok Wezuwiusza. Richard Strauss, uważający ją błędnie za tradycyjną melodię ludową, wykorzystał jej motywy w swojej fantazji symfonicznej Aus Italien (1886). W 1907 roku Nikołaj Rimski-Korsakow dokonał transkrypcji tego utworu na orkiestrę.